# Опрелость
Опре́лость — воспалительное заболевание, поражение бактериями, грибками или вирусами складок кожи, развивающееся в результате раздражающего и длительного увлажняющего влияния продуктов кожной секреции (кожного сала, пота), а также трения соприкасающихся поверхностей кожи.

## Места образования
Опрелости возникают в местах естественных складок кожи:
- в межпальцевых складках на ногах и руках;
- в складках ладоней у пациентов, у которых, в силу заболевания, ладонь сжата в кулак;
- в пахово-бедренных и межъягодичных складках;
- в подмышечных впадинах;
- под молочными железами у женщин;
- в складках живота и шеи у крупных людей;
- в любых других складках кожи;
- у грудных детей при кожных заболеваниях и плохом уходе.

## Причины
Опрелости возникают при усиленном потоотделении (лихорадящие больные, местный или общий перегрев кожи), усиленном салоотделении (ожирение), плохой вентиляции воздуха в области кожных складок, недержании мочи, выделениях из свищей, геморрое, недостаточном обсушивании складок кожи после купания, аллергических реакциях на мыло, другие средства для ухода за больным, пищевые продукты.
Пот и сало тяжелобольных особенно агрессивны по отношению к коже больного, так как содержат большое количество раздражающих кожу продуктов обмена.
Опрелость может развиваться очень быстро, иногда в течение нескольких часов.

## Симптомы
Проявляется опрелость в виде эритемы (покраснения) кожных складок. В дальнейшем, если лечение не начато, в глубине складки появляются поверхностные трещины, в запущенных случаях возникают кровоточащие изъязвления пораженной поверхности кожи, покрытые серым или бурым налетом, имеющим гнилостный запах. Иногда к опрелости присоединяется инфекция и тогда опрелость протекает хронически, иногда на протяжении многих лет. Такая опрелость называется инфекционной опрелостью. Больные жалуются на зуд в области пораженных складок, боль и жжение.